# Rio Maçãs
O rio Maçãs (em castelhano:  Río Manzanas) é um rio que nasce na serra da Culebra, província de Zamora (Espanha), por cima da aldeia de Manzanas, que lhe dá o mesmo nome.
Faz por duas vezes fronteira de Portugal com Espanha, primeiro entre os marcos de fronteira 415 e 416 e, mais a sul, entre os marcos 437 e 438, desde as aldeias de Manzanas e Petisqueira até Outeiro e Pinelo.
Passa pelas aldeias de Petisqueira, Deilão, São Julião, Quintanilha, Paradinha, Outeiro, Pinelo, Argozelo, Carção, Vimioso, Campo de Víboras, Santulhão, Algoso, Matela e Junqueira na parte portuguesa.
O rio Maçãs é um afluente da margem esquerda do rio Sabor.